# Isaac Singer

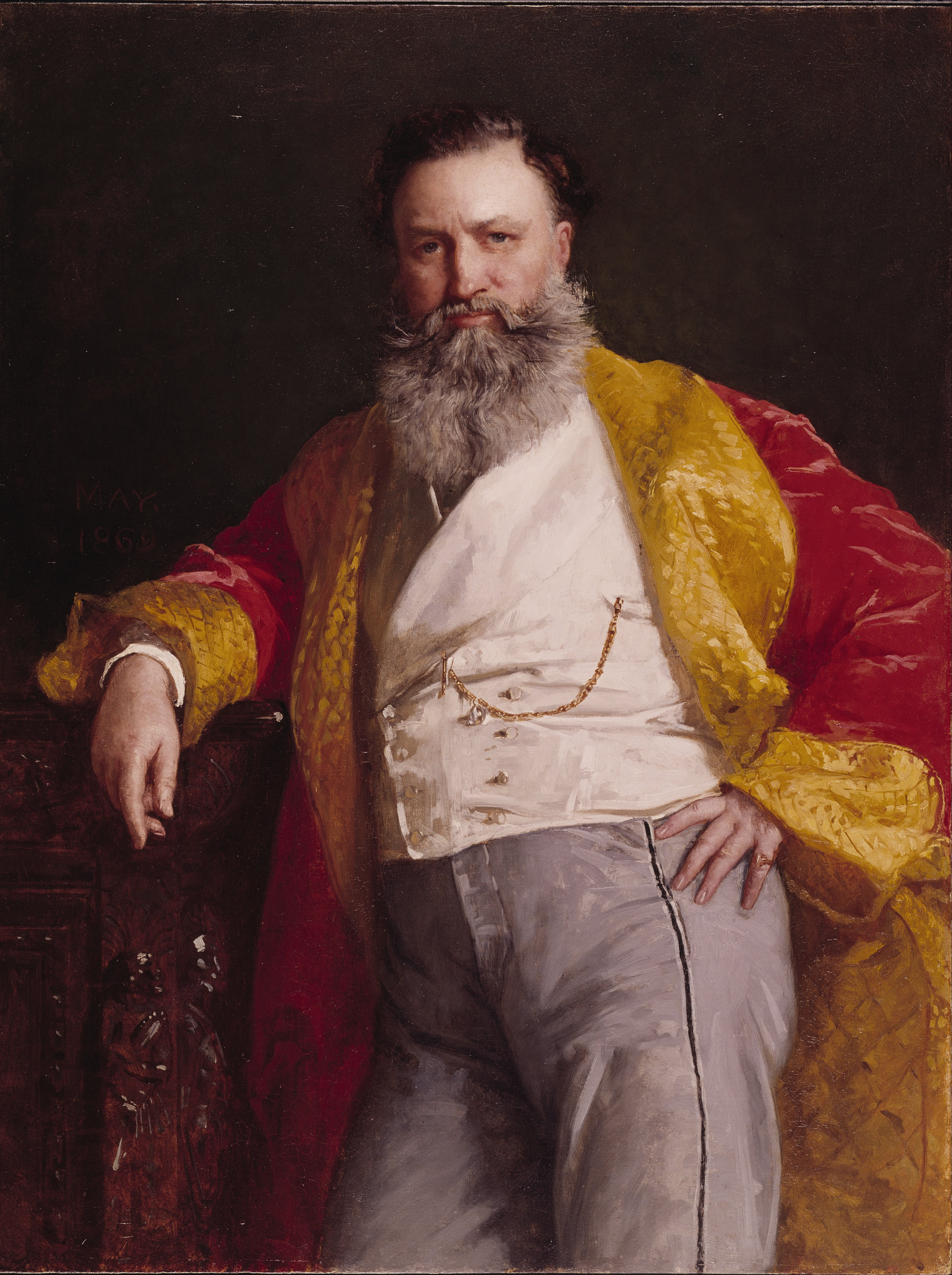
Isaac Singer (1869)

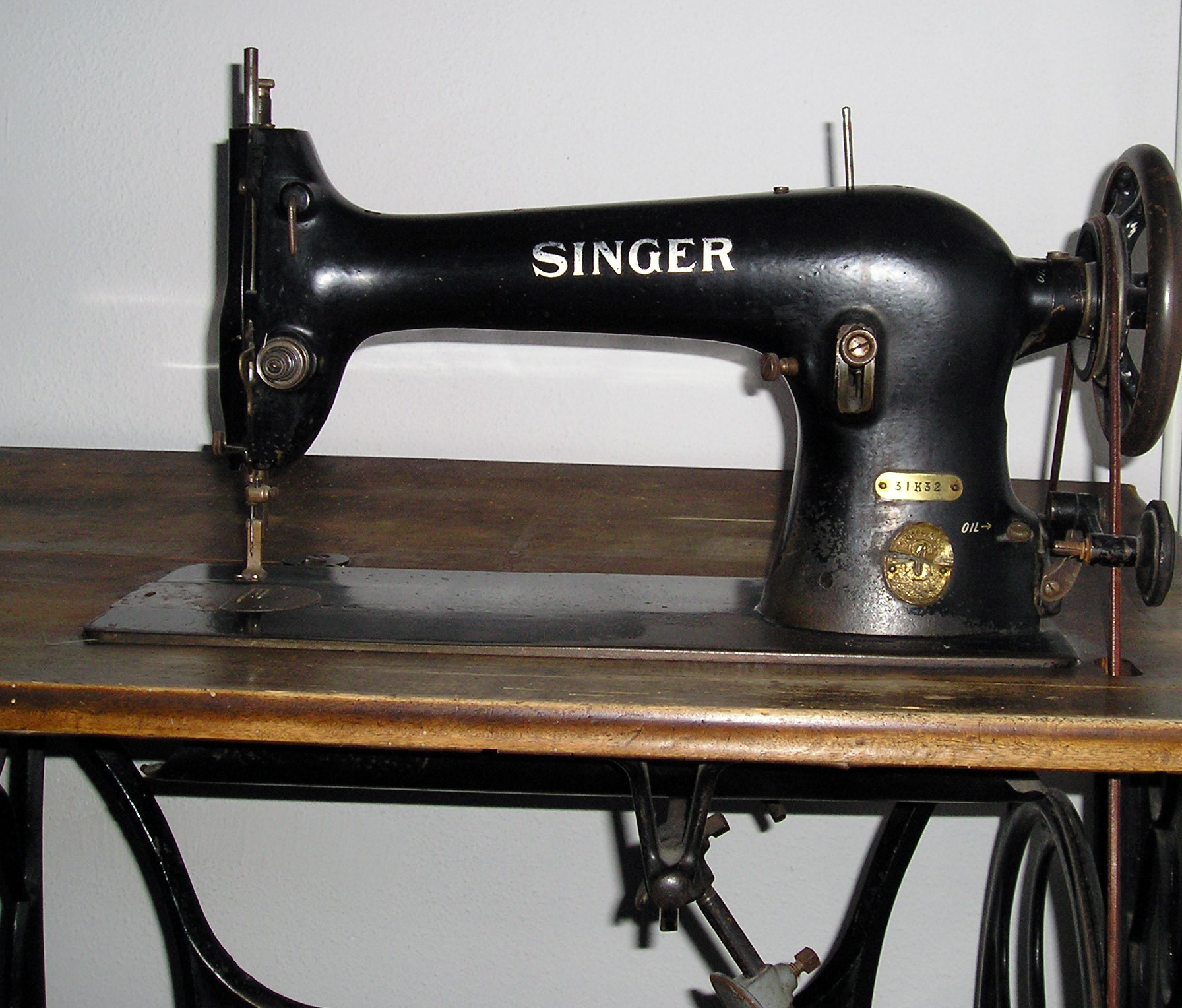
Máquina de costura Singer

Isaac Merritt Singer (26 de Outubro, 1811 - 23 de Julho, 1875) foi inventor, ator e empresário estadunidense. Ele fez importantes melhorias na máquina de costura e foi o fundador da empresa Singer Corporation.
Muitos outros, incluindo Walter Hunt e Elias Howe, haviam patenteado máquinas de costura antes de Singer, mas seu sucesso se baseava na praticidade de sua máquina, na facilidade de adaptação ao uso doméstico e na disponibilidade em pagamento parcelado base.
 

Singer morreu em 1875, um milionário dividindo sua fortuna de US$ 13 milhões desigualmente entre 20 de seus filhos vivos por suas esposas e várias amantes, embora um filho, que apoiou sua mãe em seu processo de divórcio contra Singer, tenha recebido apenas US$ 500. Ao todo, ele teve 24 filhos.